# Weihnachtsbaum

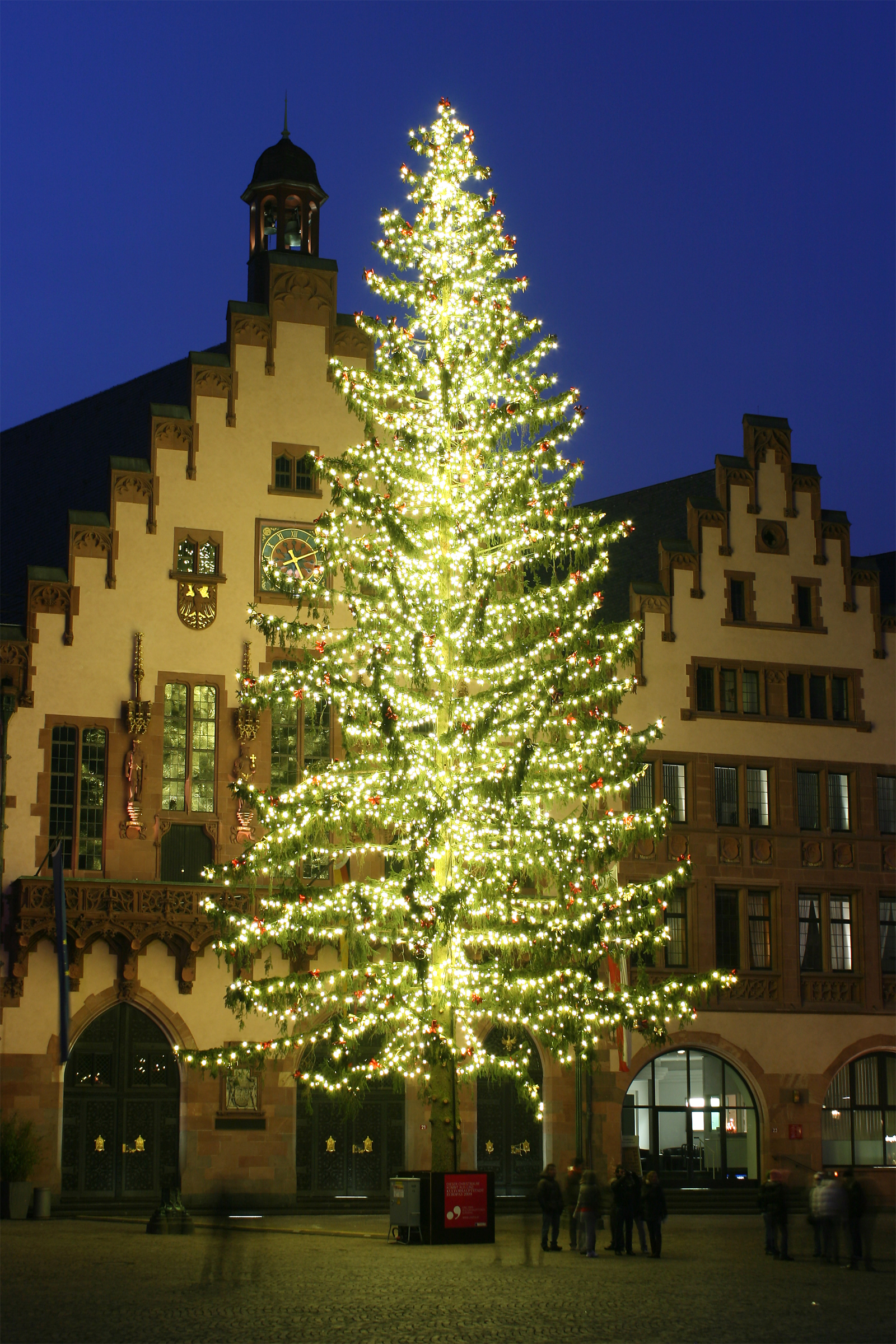
Weihnachtsbaum auf dem Frankfurter Römerberg

Weihnachten um 1850, Illustration von Ludwig Richter

Ein Weihnachtsbaum oder Christbaum (vor allem im oberdeutschen Sprachraum, im Rheinland häufig) oder Tannenbaum ist ein geschmückter Nadelbaum, der zur Weihnachtszeit in einem Gebäude oder im Freien aufgestellt wird. Traditionelle Aufstellorte sind Kirchen und Wohnungen. Als Baumschmuck dienen meist Lichterketten, Kerzen, Christbaumkugeln, Lametta, Engels- oder andere Figuren. Dieser Weihnachtsbrauch verbreitete sich im 19. Jahrhundert vom deutschsprachigen Raum aus über die ganze Welt.

## Geschichte

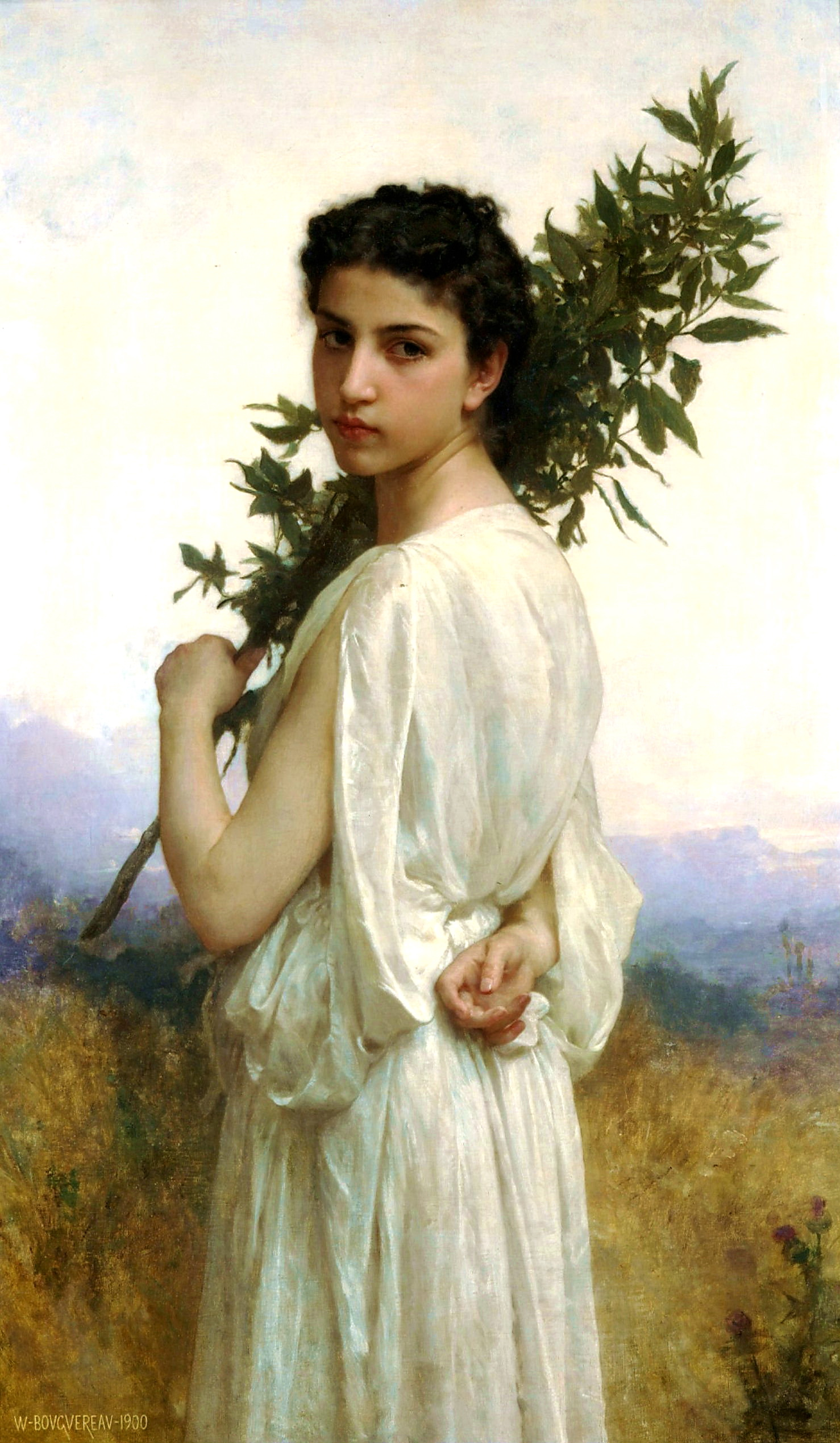
William-Adolphe Bouguereau: Lorbeerzweig, 1900

Dass in vielen Kulturen im Winter nur immergrüne Pflanzen und keine anderen benutzt werden, gilt vielen Autoren als so bemerkenswert, dass daraus Schlüsse auf den Ursprung des Weihnachtsbaums gezogen werden.
Immergrüne Pflanzen verkörpern Lebenskraft, und darum wird oft angenommen, dass die Menschen in früheren Zeiten glaubten, sich Gesundheit ins Haus zu holen, indem sie ihr Zuhause mit Grünem schmückten. Die Encyclopedia Britannica führt die Verwendung des Schmucks durch immergrüne Bäume, Kränze und Girlanden als Sinnbild des ewigen Lebens unter den alten Ägyptern, Chinesen und Hebräern an. Die Römer bekränzten zum Jahreswechsel ihre Häuser mit Lorbeerzweigen. Durch das Schmücken eines Baums zur Wintersonnenwende ehrte man im Mithras-Kult den Sonnengott. Auch in nördlichen Gegenden wurden im Winter schon früh Tannenzweige ins Haus gehängt, um bösen Geistern das Eindringen und Einnisten zu erschweren, gleichzeitig gab das Grün Hoffnung auf die Wiederkehr des Frühlings.

### Frühneuzeit und Neuzeit
Im Christentum versinnbildlichte der Tannenbaum ursprünglich als „Paradiesbaum“ die Vertreibung von Adam und Eva aus dem Paradies. Dies wurde zuweilen am Tag von Adam und Eva im Heiligenkalender, dem 24. Dezember, in einem Mysterienspiel dargestellt. Dafür brauchte man einen Baum, der auch am 24. Dezember noch grün war. Als der 24. Dezember zunehmend als „heiliger Abend“ vor Weihnachten wahrgenommen wurde, verselbstständigte sich dieser Paradiesbaum zum Christbaum.
1492 kaufte das Liebfrauenwerk zu Straßburg Tannen für die Kirchengemeinden der Stadt: „Item Koüfft 9 Tannen in die 9 Kirchspill, das gut jor darjnn zu empfohen, unnd darumb gebenn 2 Gulden“. Der Urkundentext nennt hier das neue Jahr als Anlass, wobei aber bis ins 16. Jahrhundert im Heiligen Römischen Reich der Jahresbeginn auf dem Weihnachtsfest lag.
Von 1521 datiert ein Eintrag in einem Rechnungsbuch der Humanistenbibliothek in Schlettstadt: „Item IIII schillinge dem foerster die meyen an sanct Thomas tag zu hieten.“ (Neuhochdeutsche Übersetzung: „Ebenso vier Schillinge dem Förster, damit er ab dem St.-Thomas-Tag die Bäume bewacht.“) Von den Schwarzhäuptern in Riga und Reval wurden in der ersten Hälfte des 16. Jahrhunderts gegen Ende der Weihnachtszeit Tannenbäume auf den Markt getragen, geschmückt und zum Schluss verbrannt.
Eine der ältesten schriftlichen Erwähnungen eines Weihnachtsbaums wird ins Jahr 1527 datiert. Zu lesen ist in einer Akte der Mainzer Herrscher von „die weiennacht baum“ im Hübnerwald in Stockstadt am Main.
Von 1539 gibt es wieder einen urkundlichen Beleg, dass im Straßburger Münster ein Weihnachtsbaum aufgestellt wurde. Die Zünfte und Vereine waren es schließlich, die ein immergrünes Bäumchen in die Zunfthäuser stellten. In einer Lohnabrechnung der Reichsstadt Gengenbach von 1576 wird erwähnt, dass der Förster „ime Strohbach“ einen „Wiehnachtsbaum uf die Ratsstuben“ gebracht habe.
Frühe Aufzeichnungen über den Christbaum als einen allgemein üblichen Brauch stammen aus dem Jahre 1605, wiederum aus dem Elsass: „Auff Weihenachten richtett man Dannenbäum zu Straszburg in den stuben auff daran hencket man roszen ausz vielfarbigem papier geschnitten, Aepfel, Oblaten, Zischgolt [dünne, geformte Flitterplättchen aus Metall], Zucker etc.“
Auch die nächste Nachricht über den Weihnachtsbaum stammt aus Straßburg. In einer zwischen 1642 und 1646 verfassten Schrift ereiferte sich der Prediger am Straßburger Münster Johann Conrad Dannhauer gegen den Brauch, in den Häusern Weihnachtsbäume aufzustellen: „Unter anderen Lappalien, damit man die alte Weihnachtszeit oft mehr als mit Gottes Wort begehet, ist auch der Weihnachts- oder Tannenbaum, den man zu Hause aufrichtet, denselben mit Puppen und Zucker behängt, und ihn hernach abschüttelt und abblühen (abräumen) lässt. Wo die Gewohnheit herkommt, weiß ich nicht; ist ein Kinderspiel.“

### Popularisierung des Brauchs ab dem 18. Jahrhundert

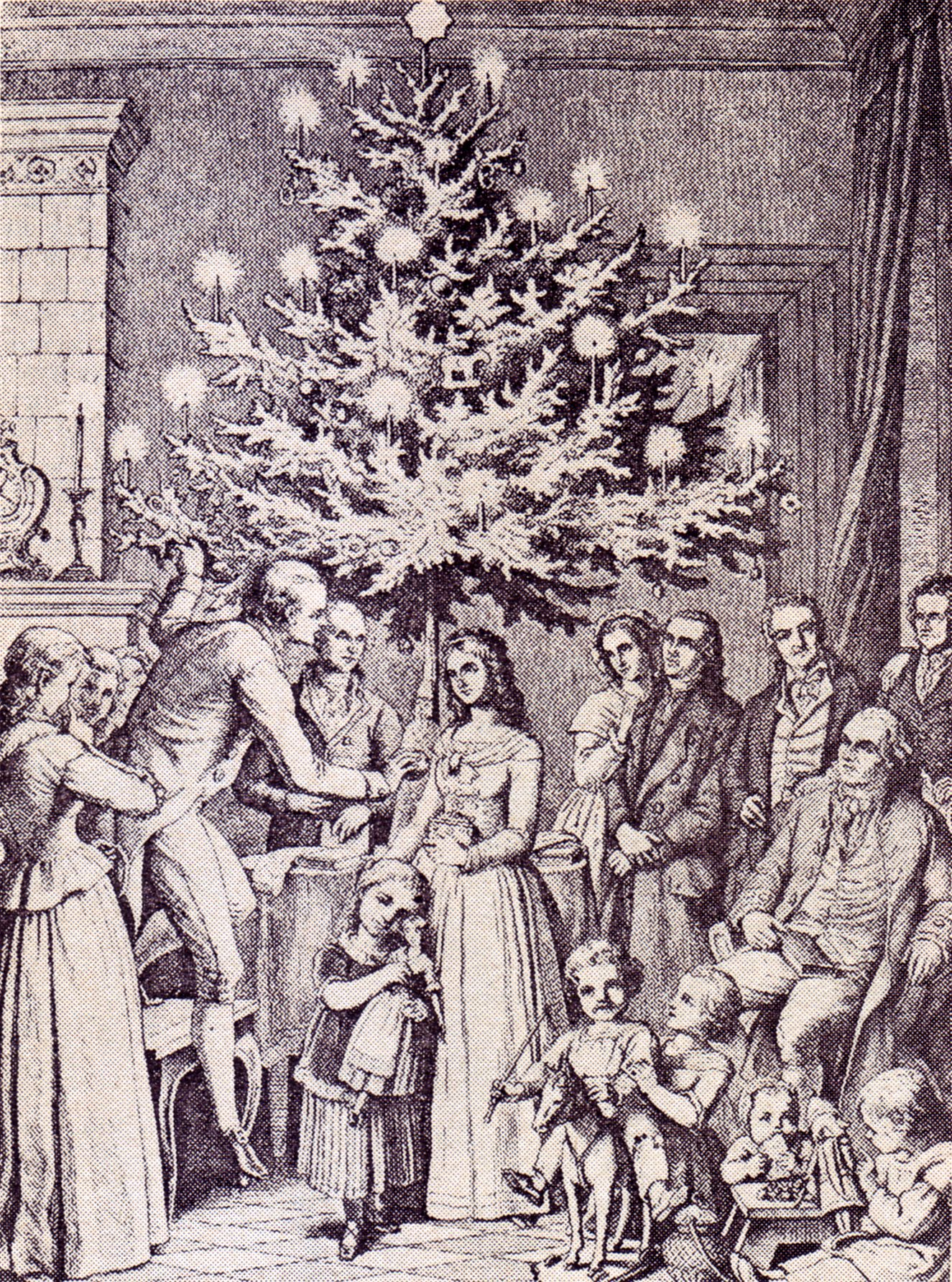
Weihnachten im Wandsbeker Schloss um 1800, mit Matthias Claudius (3. v. r.) sowie Friedrich Gottlieb Klopstock (sitzend)

Abbildung aus The Illustrated Londons News (1848): Königin Victoria und Prinz Albert feiern Weihnachten mit ihren Kindern

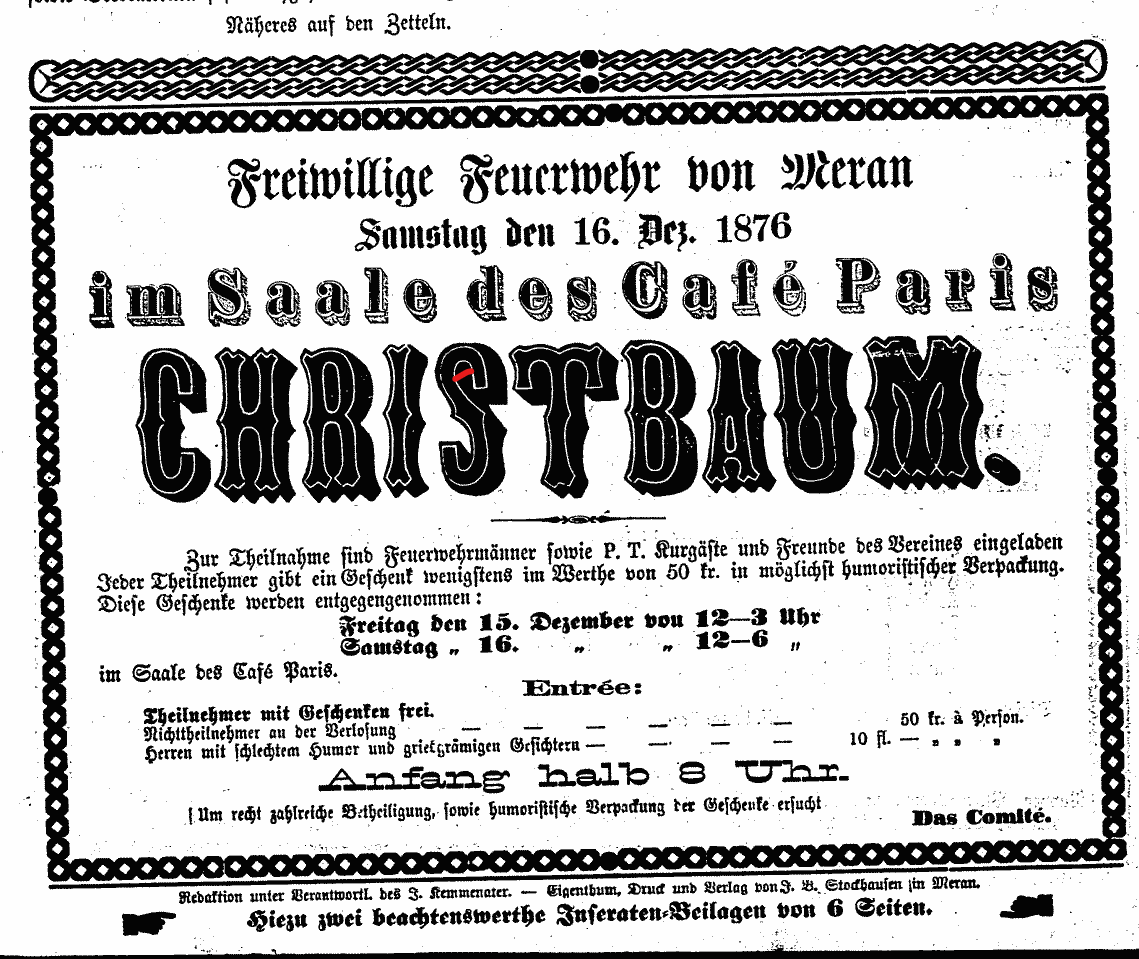
Ankündigung einer Christbaumfeier in Meran (1876)

Seit der ersten Hälfte des 18. Jahrhunderts werden die Nachrichten über den Weihnachtsbaum dann häufiger. Johann Heinrich Jung-Stilling, 1740 im Siegerland geboren, scheint eine Erinnerung an seine Kindheit zu bringen, wenn er in seinem 1793 veröffentlichten Das Heimweh von dem hell erleuchtenden Lebensbaum mit vergoldeten Nüssen spricht, zu dem das Kind am Morgen des Christtages geführt wird.
In ausländischer Wahrnehmung konnte der Weihnachtsbaum als typisch deutsch und – noch enger gefasst – als typisch lutherisch gelten, gar auf Martin Luther selbst zurückgeschrieben werden.
Von Johann Wolfgang von Goethe stammt eine der ersten Erwähnungen des Weihnachtsbaums in der deutschen Literatur. In dem Briefroman Die Leiden des jungen Werthers (1774) besucht der Protagonist am Sonntag vor Weihnachten die von ihm verehrte Lotte und spricht von den Zeiten, da einen die unerwartete Öffnung der Türe und die Erscheinung eines „aufgeputzten Baumes“ mit Wachslichtern, Zuckerwerk und Äpfeln in paradiesisches Entzücken versetzte. Friedrich Schiller hat in seinen Werken zwar keine Weihnachtsszene geschildert, aber er liebte das Fest unter dem Baum. 1789 schrieb er an Charlotte („Lotte“) Buff, dass er zu Weihnachten nach Weimar komme, und meinte: „Ihr werdet mir hoffentlich einen grünen Baum im Zimmer aufrichten.“ Im Jahre 1805 wurde der Weihnachtsbaum einem großen Leserkreis dadurch bekannt, dass ihn Johann Peter Hebel in dem Lied Die Mutter am Christabend aus seinen Alemannischen Gedichten erwähnte. Am Vorweihnachtsabend 1815 stellte in Weimar Wilhelm Hoffmann für arme Kinder den weltweit ersten öffentlichen geschmückten Weihnachtsbaum auf. E. T. A. Hoffmanns Märchen Nussknacker und Mausekönig aus dem Jahr 1816 ist das erste Berliner Literaturdenkmal, in dem der lichterglänzende, mit goldenen Äpfeln und Bonbons geschmückte Tannenbaum in der Mitte der Weihnachtsbescherung erscheint.
Fichtenbäumchen (Rottannen, Picea) blieben – im Gegensatz zu Weißtannen-Bäumchen (Abies) – in weiten Teilen Mitteleuropas im 18. und 19. Jahrhundert stets häufig. Daher bot sich für ärmere Schichten vorrangig die Fichte als Christbaum an. Trotzdem blieb dieser neue Brauch im Süden Deutschlands und in Österreich zunächst auf das begüterte städtische Bürgertum beschränkt. Die ärmere Stadtbevölkerung kam zuerst mit Zweigen und anfallendem Grün aus. Erst als ab der zweiten Hälfte des 19. Jahrhunderts vermehrt Bäumchen von den Grundbesitzern zur Verfügung gestellt wurden, konnte ein größerer städtischer Bedarf gedeckt werden.
Obwohl die katholische Kirche lange Zeit der Weihnachtskrippe den größeren Symbolgehalt zugemessen hatte, übernahm sie mit der Zeit auch den Brauch, einen Weihnachtsbaum aufzustellen. Bis zum Ende des 19. Jahrhunderts ist der Weihnachtsbaum auch in den katholischen Regionen Deutschlands und Österreichs bezeugt. Der erste nachweislich aufgestellte Weihnachtsbaum in Wien stammt 1814 von Fanny von Arnstein, einer aus Berlin stammenden angesehenen jüdischen Gesellschaftsdame. Damals standen in gutbürgerlichen Wohnstuben von Wien aber wohl schon mehr Christbäume. In den Wäldern um Wien führte der neue Brauch des städtischen Bürgertums damals offensichtlich bereits zu Missständen: Schon im Oktober 1815 musste die niederösterreichische Landesregierung „das Abstämmeln und Ausgraben der Bäume zum Behuf der Fronleichnamsprozessionen, Kirchenfeste, Weihnachtsbäume und dergleichen“ ausdrücklich untersagen. Mit „dergleichen“ waren vielleicht die Nikolausbäumchen gemeint, die 1782 als „grüner Baum mit brennenden Kerzchen bestekket, auf welchem etwelche Pfunde candirtes Zuckerbacht ebenso glänzen wie der vom Reife candirte Kirschenbaum zur Winterszeit schimmert“ beschrieben wurden. Bereits 1816, anderen Quellen zufolge 1823 in der Albertina, wurde diese Tradition von Henriette von Nassau-Weilburg, der Gattin Erzherzog Karls, aufgegriffen und breitete sich von da an in allen Gesellschaftsschichten Österreichs aus.
Von ca. 1800 bis Mitte des 20. Jahrhunderts war der heimlich geschmückte Weihnachtsbaum, der am Heiligabend erstmals entzündet wurde, mit den Geschenken darunter, der Kern der deutschen Weihnacht.
Die ersten Christbaumkugeln wurden um 1830 geblasen. Der aus Bayern stammende König Otto von Griechenland ließ 1833 zwei „königliche“ Weihnachtsbäume an öffentlichen Plätzen aufstellen, je einen in Nauplion und einen in Athen. Es bildeten sich Menschenaufläufe, welche die geschmückten Bäume bestaunen wollten.

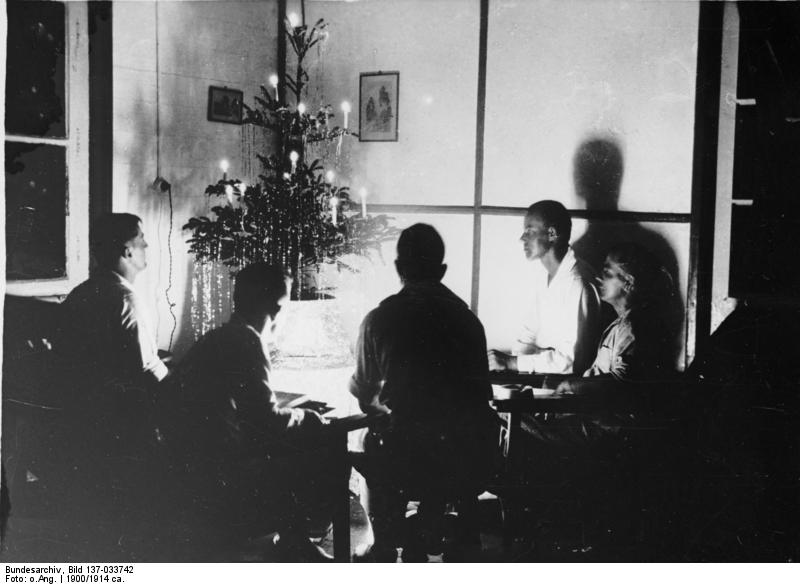
Weihnachten in Kamerun, 1900

Nach Nordamerika gelangte der Christbaum durch deutsche Auswanderer und Matrosen. Alte US-Zeitungen berichten, Gustav Körner habe die typisch deutsche Sitte des beleuchteten und geschmückten Weihnachtsbaums in den Vereinigten Staaten eingeführt – und dies schon bald nach Ankunft im Bundesstaat Illinois zu seinem ersten Weihnachtsfest in den Vereinigten Staaten im Jahr 1833. Bereits 1832 stellte allerdings der aus Hessen stammende deutsch-amerikanische Schriftsteller und Harvard-Professor Karl Follen als erster einen Weihnachtsbaum in seinem Haus in Cambridge (Massachusetts) auf und führte so diesen Brauch in Neuengland ein. In den Vereinigten Staaten wurden bereits gegen Ende des 19. Jahrhunderts Christbäume aus Eisen hergestellt. Diese „Wunderwerke der Technik“ waren teilweise schon mit Gas beleuchtet: „Durch die hohlen Äste flutet das Gas und wo sonst Kerzen erstrahlen, zuckt aus schmaler Ritze die Gasflamme empor.“
Königin Charlotte (geb. Sophie Charlotte, Herzogin zu Mecklenburg-Strelitz) soll im Jahr 1800 den ersten bekannten Weihnachtsbaum in Großbritannien im Royal Lodge in Windsor aufgestellt haben. Königin Adelaide (geb. Adelheid von Sachsen-Meiningen) wird ebenfalls als Person genannt, welche die Tradition des Weihnachtsbaumes nach Großbritannien brachte. Popularität gewann der Weihnachtsbaum jedoch erst während der Regentschaft von Königin Viktoria, als The Illustrated London News im Jahr 1848 ein Bild der Königsfamilie um ihren geschmückten Baum veröffentlichte. Auch die Niederlande, Russland, besonders St. Petersburg und Moskau, wo er allerdings nur in den höchsten Kreisen üblich war, und Italien verdanken ihren Weihnachtsbaum den Deutschen. 1837 führte Herzogin Helene von Orléans den Weihnachtsbaum in die Tuilerien ein, später machte sich Kaiserin Eugenie um seine Verbreitung verdient. Zwei Jahrzehnte später wurden in Paris bereits 35.000 Christbäume verkauft.

### 20. und 21. Jahrhundert
Im Jahr 1912 wurde in New York der erste öffentliche Weihnachtsbaum aufgestellt, elektrische Lichter zur Beleuchtung anstelle von Kerzen verbreiteten sich seit 1920.
Seit 1982 wird auf dem Petersplatz in Rom der Weihnachtsbaum für den Vatikan aufgestellt.
In Österreich ist es Ende des 20. Jahrhunderts Tradition geworden, Christbäume an verschiedene Einrichtungen und Organisationen im Ausland als Geschenke zu überbringen. So steht seit dem EU-Beitritt ein österreichischer Nadelbaum in dem EU-Parlament in Brüssel. Auch Schneiden, Sonder-Straßentransport, Aufstellen und Beleuchten in einer Hauptstadt werden als Spektakel des städtischen Adventmarkts inszeniert, wie das Beispiel eines 30 Meter hohen, 140 Jahre alten Nadelbaums 2011 in Graz zeigt. Desgleichen wird jedes Jahr mit Beginn des Weihnachtsmarktes ein Tannenbaum auf dem Hamburger Rathausmarkt aufgestellt, der ein Geschenk eines nordischen Staates an den Stadtstaat ist.
Heute geht der Trend zum „Zweit- und Drittbaum“ in Gärten bzw. vor den Häusern.

## Verwendete Baumarten

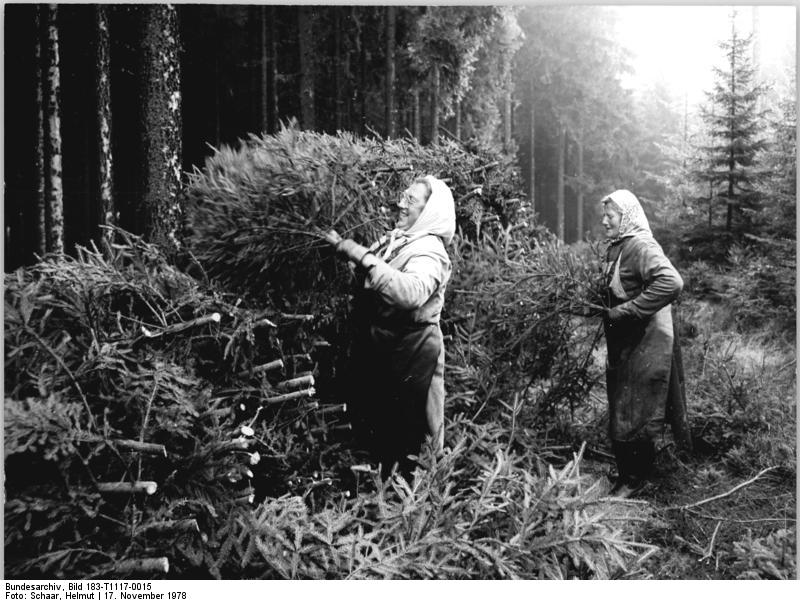
Waldarbeiterinnen bereiten Weihnachtsbäume für den Versand vor (Hildburghausen, 1978)

Hauptsächlich werden Tannen als Weihnachtsbaum genutzt, daneben Fichten und andere Nadelbäume wie die Kiefer. Der Marktanteil der Nordmann-Tanne betrug in Deutschland 2020 rund 80 Prozent, etwa 85 Prozent der Nordmanntannen stammten aus Deutschland, 15 Prozent wurden importiert. Die Anzahl der in Deutschland verkauften Bäume ist seit vielen Jahren stabil und liegt bei ca. 25 Millionen Weihnachtsbäumen pro Jahr. Bis Ende der 1950er-Jahre hatten die Deutschen fast ausschließlich Rotfichten als Weihnachtsbaum in der Wohnung stehen. In den 1960er-Jahren bis in die Mitte der 1970er-Jahre bevorzugten sie die dichter wachsende Blaufichte, ab Anfang der 1980er-Jahre die Nordmanntanne. Dieser Baum wächst relativ gleichmäßig, hat weiche Nadeln und eine vergleichsweise hohe Nadelhaltbarkeit. Im Gegensatz zu Fichten und vielen anderen Tannenarten (z. B. Nobilis) ist die Nordmanntanne jedoch nahezu geruchlos. Angebaut werden die Nordmanntannen vor allem auf landwirtschaftlichen Flächen im Sauerland, in Schleswig-Holstein und Dänemark.

## Anbau
Der Werdegang vom Samenkorn bis zu einem Zwei-Meter-Weihnachtsbaum dauert, je nach Pflanzenart, zwischen acht und zwölf Jahren. Die Samen werden aus Zapfen älterer Bäume gewonnen. Die Samenkörner werden in Baumschulen zu Sämlingen gezogen, und diese werden nach drei bis vier Jahren an Forst- und Weihnachtsbaumbetriebe als Jungpflanzen verkauft. Die weiteren Form- und Wachstumsentwicklungen der Weihnachtsbäume hängen stark von der Bodenqualität, den klimatischen Verhältnissen und von den durchgeführten Pflegearbeiten ab.
Laut Aussage des Umweltbundesamts werden Christbaumkulturen oft unter „intensivem Einsatz von Insektiziden, Herbiziden und Mineraldünger“ betrieben. Dies schade sowohl Böden, Gewässern als auch Ökosystemen. Ferner können dies „auch die menschliche Gesundheit belasten, wenn der mit Chemikalien behandelte Weihnachtsbaum mitten im Wohnzimmer steht“. Die Produktionsbedingungen in den Kulturen seien sehr unterschiedlich und oft für den Verbraucher intransparent.
Nachhaltig geführte und zertifizierte Plantagen können durch abwechslungsreiche Bepflanzung (unterschiedliches Alter, unterschiedliche Sorte/Herkunft) ein waldähnliches Klima herstellen, was den Einsatz von Herbiziden unnötig macht. Kleinere Betriebe regulieren den Begleitwuchs manuell oder setzen Schafe ein. Gemäß Thomas Fartmann entstehe durch die mehrjährige Produktionsdauer ein neuartiges Ökosystem für gefährdete Brutvogelarten in den Weihnachtsbaumkulturen.

## Wirtschaftliche Bedeutung

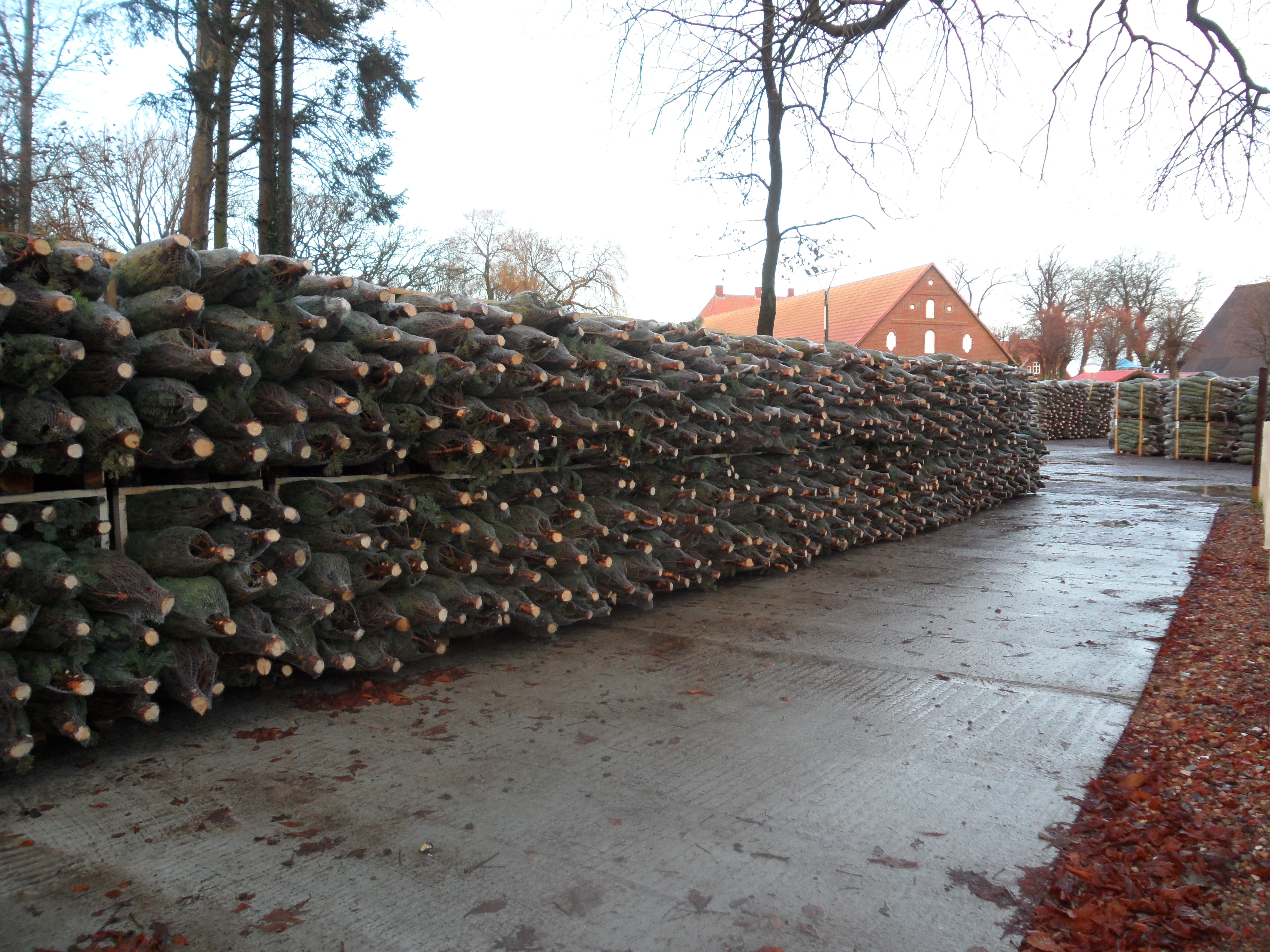
Transportbereite Weihnachtsbäume auf Paletten

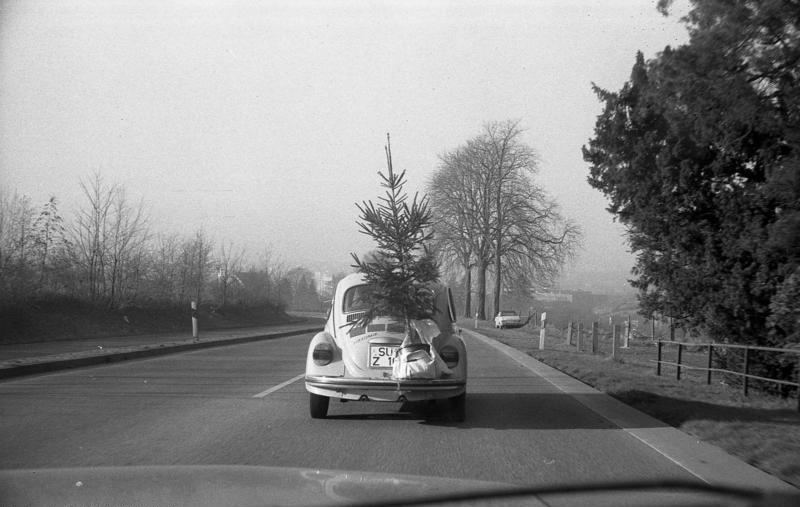
Transport eines Weihnachtsbaums (1972)

67 Prozent der Deutschen stellten 2020 einen Weihnachtsbaum auf. Damit werden jedes Jahr in Deutschland rund 29 Millionen Weihnachtsbäume gekauft. Die Zahl stieg in der Vergangenheit von 24 Millionen (2000) auf 29,8 Millionen (2019). Der Großteil der Bäume stammt aus heimischem Anbau. So wurde im Jahr 2020 eine Fläche von 15.900 Hektar für die Weihnachtsbaumkulturen genutzt. Mit einem Anteil von 29 Prozent liegt damit ein großer Anteil in Nordrhein-Westfalen. Der überwiegende Teil (91 %) der importierten Weihnachtsbäume stammt mit 2 Millionen Stück aus Dänemark.
Im Jahr 2006 wurden etwa 616 Millionen Euro für 28 Millionen Weihnachtsbäume ausgegeben, pro Baum also ca. 22 Euro.
In Österreich werden im Jahr rund 2,4 Millionen Weihnachtsbäume aufgestellt, wovon 85 Prozent aus heimischen Wäldern stammen. Von diesen kommt der Großteil aus Niederösterreich, das auch den Wiener Markt beliefert. Die Importe aus Dänemark sind in den letzten Jahren rückläufig. In anderen Ländern werden auch vielfach künstliche Christbäume aus Metall oder Kunststoff verwendet, die meist zusammenlegbar und wiederverwendbar sind.
In der Schweiz werden im Jahr schätzungsweise 1,2 bis 1,4 Millionen Weihnachtsbäume verkauft, wovon 45 bis 50 Prozent aus heimischem Anbau stammen.

## Aufstellen des Baumes

### Zeitraum
Der Weihnachtsbaum wird vor dem Heiligen Abend aufgestellt. Während er im evangelischen Raum traditionellerweise nach dem Fest der Erscheinung des Herrn am 6. Januar abgeschmückt wurde, bleibt er in katholischen Familien oft bis zum Fest der Darstellung des Herrn (Mariä Lichtmess, 2. Februar) stehen, mit dem früher die Weihnachtszeit endete (seit der Liturgiereform fällt dies allerdings mit dem Fest der Taufe des Herrn zusammen, also dem auf den 6. Januar folgenden Sonntag).
Im nordamerikanischen Kulturkreis ist das Aufstellen des geschmückten Baums bereits im Advent oder sogar ab Thanksgiving üblich. Das Abschmücken findet bereits kurz nach dem 25.12. statt. Auch in Deutschland ist dieser Zeitraum zunehmend verbreitet, besonders wo Weihnachten nicht mehr vor christlichem, sondern lediglich traditionellem Hintergrund begangen wird.

### Weihnachtsbaumständer

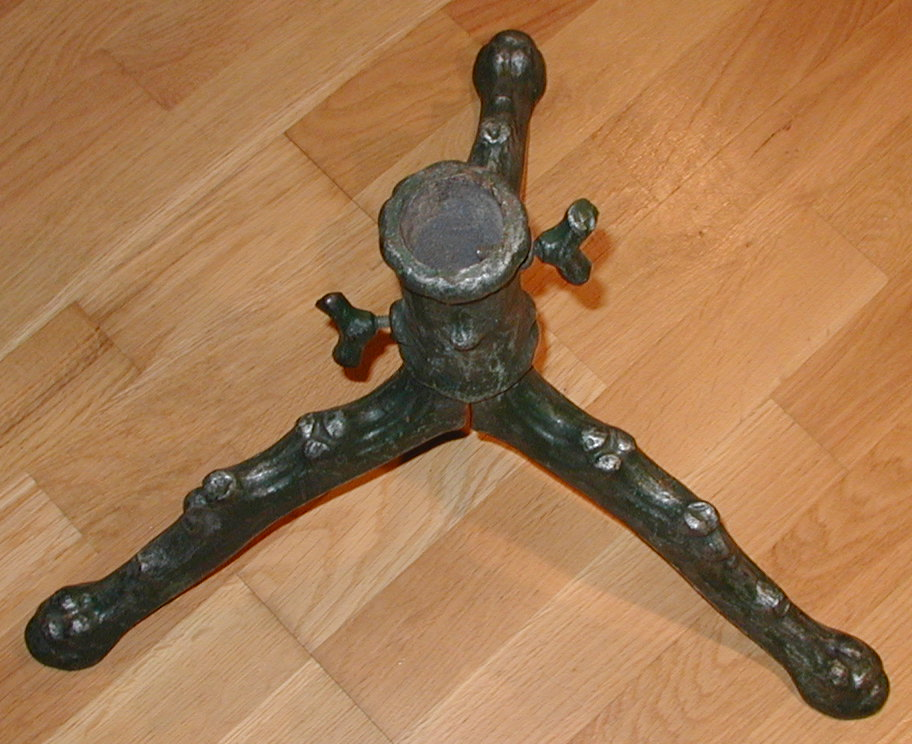
Zerlegbarer Metallständer

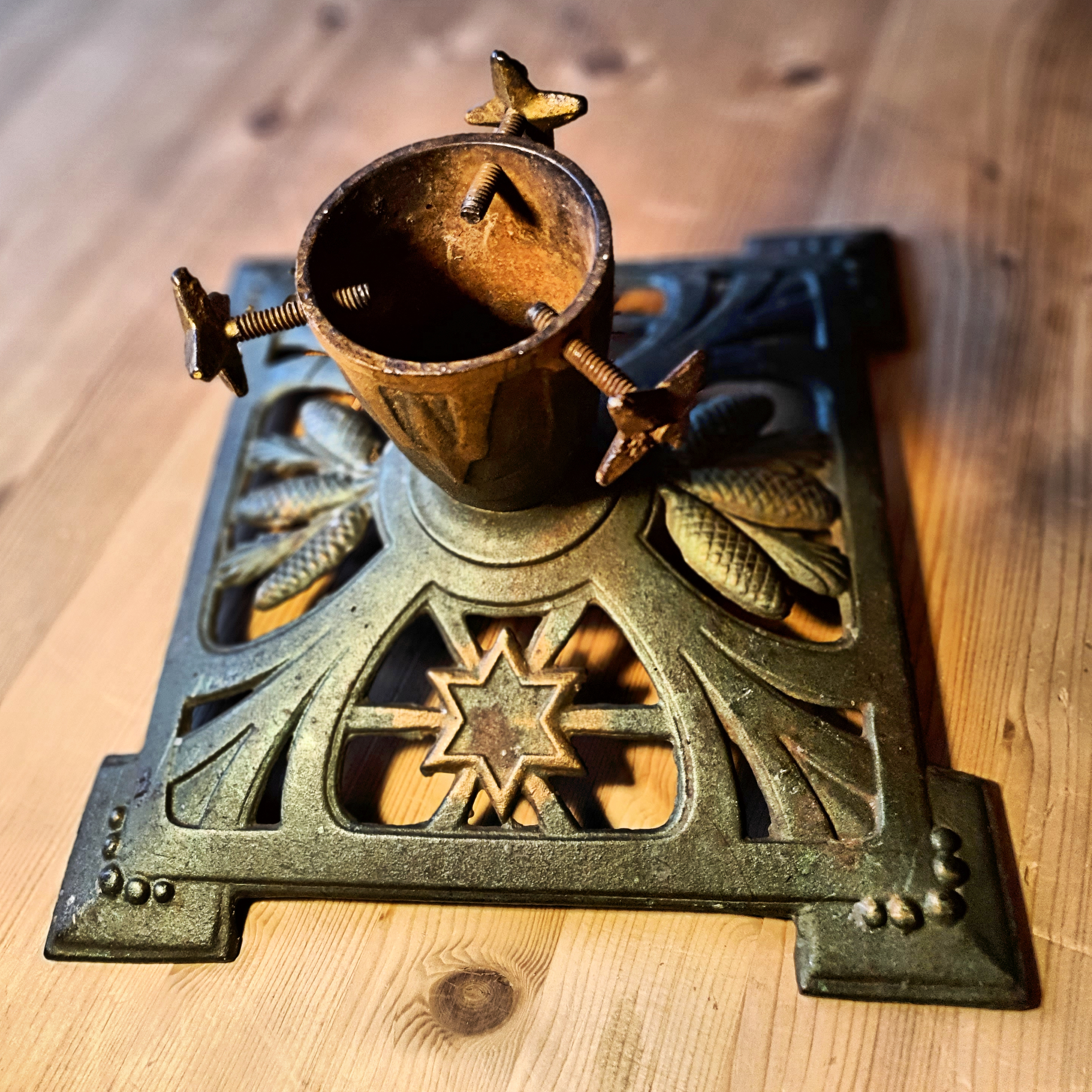
Gusseisenständer (ca. 1930)

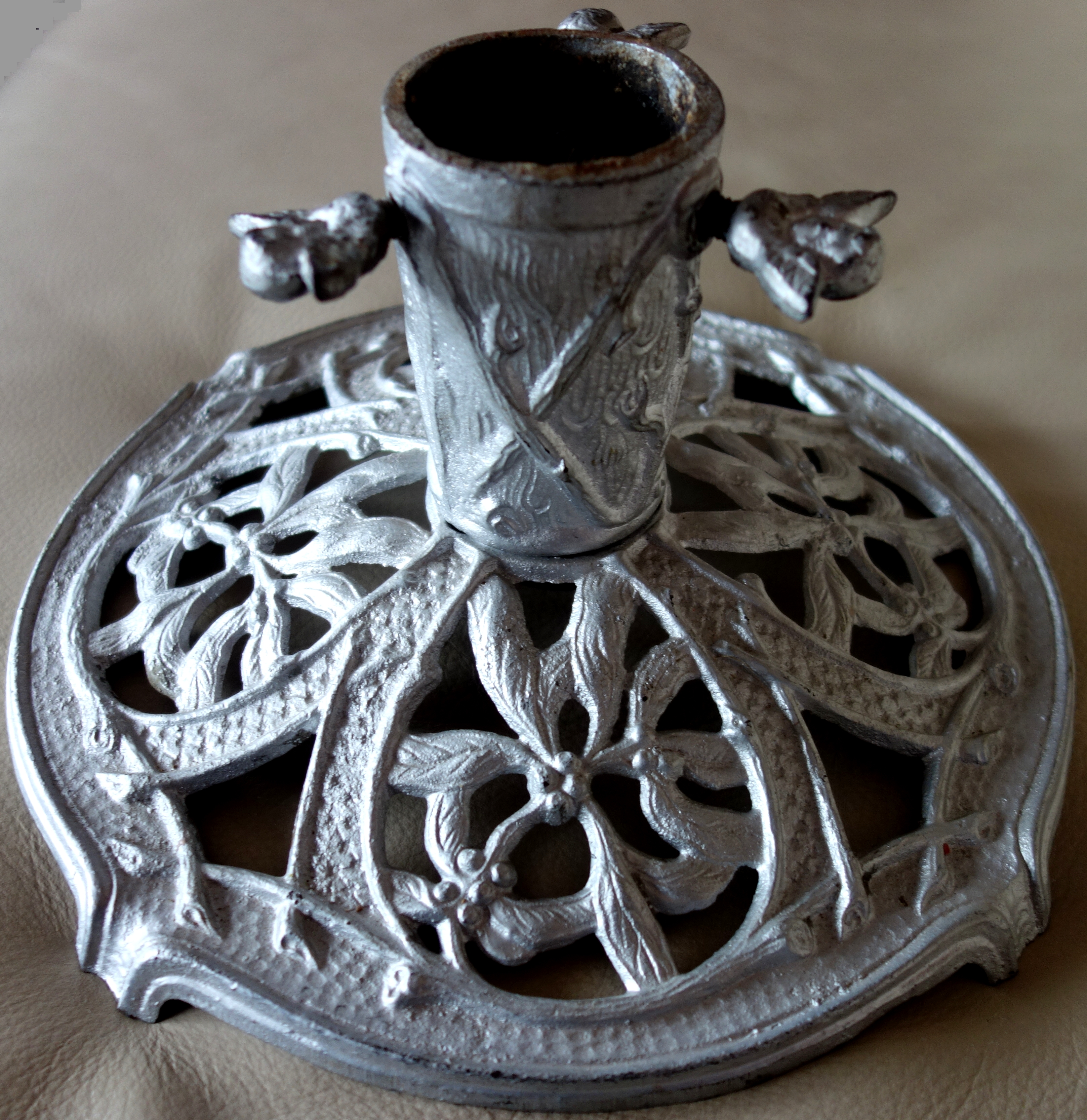
Jugendstilständer (um 1900)

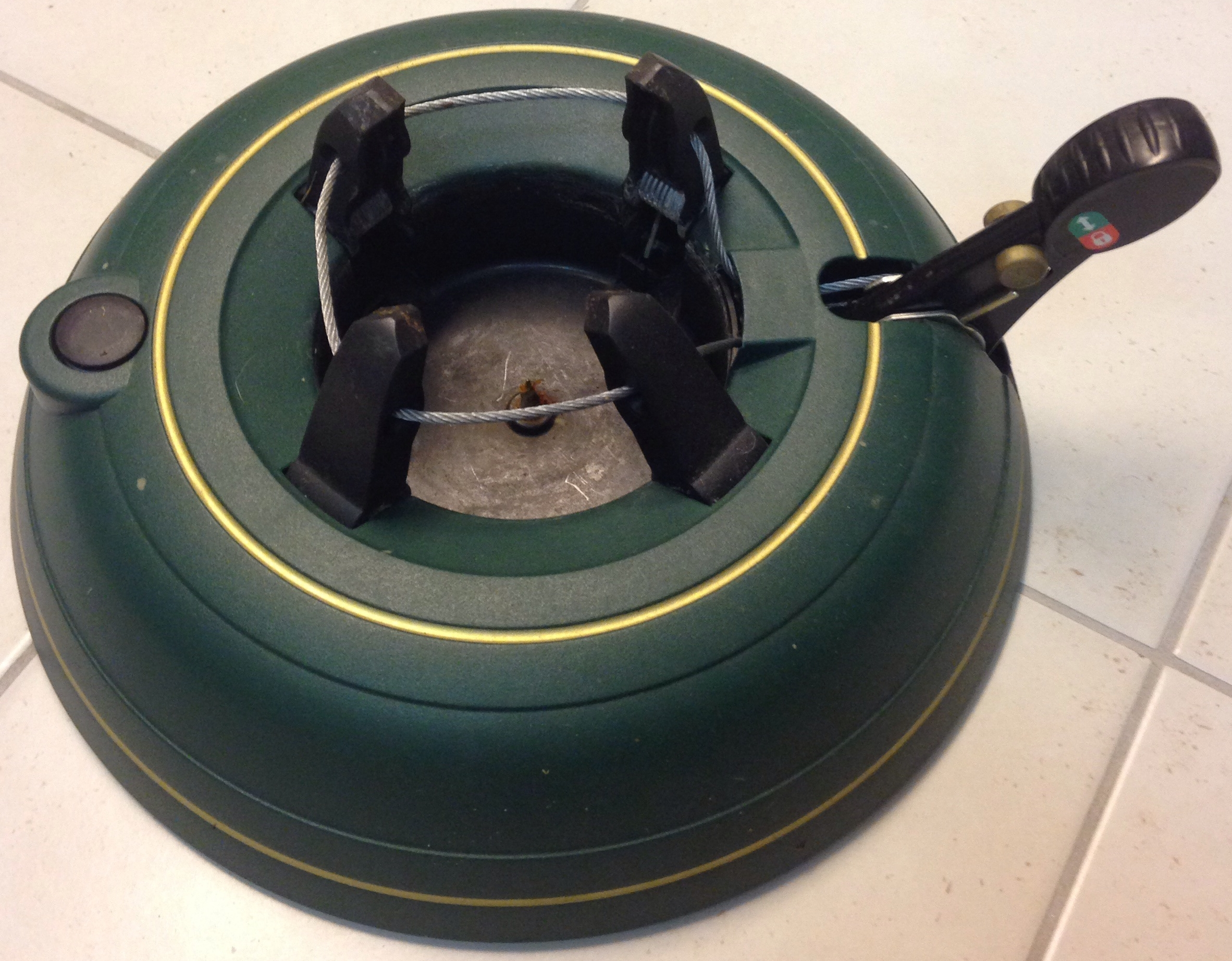
Moderner Ständer

Ein Christbaumständer dient zum Befestigen und Aufstellen des Weihnachtsbaums. Er besteht meist aus einer runden Form, ähnlich einem großen Blumentopf, die mit Wasser gefüllt werden kann, und einer Haltevorrichtung aus Metall, die sich in der Form befindet. Herkömmliche Christbaumständer halten den Baum mittels Schrauben, moderne nutzen Klemmfinger, die über ein durchlaufendes, mit einem Ratschensystem verbundenes Drahtseil in den Baumfuß gepresst werden, wobei ein Dorn in der Bodenfläche zur Stabilisierung dient.
Eine Zugabe von Glycerin in das Wasser des Weihnachtsbaumständers soll den Baum länger frisch und die Nadeln länger am Baum halten.
Vereinzelt finden sich noch die überwiegend aus der Zeit um 1900 stammenden Christbaumständer mit einem Aufzugsmechanismus, der für eine Drehbewegung des Baumes sorgt und zugleich eine Spieldose in Betrieb setzt, die ein oder mehrere Weihnachtslieder dazu abspielt. Diese seinerzeit recht kostspieligen Ständer wurden ab 1873 von der Firma J. C. Eckhardt in Stuttgart hergestellt. Bis zum Ende des 19. Jahrhunderts war es in manchen Regionen üblich, den Weihnachtsbaum, teilweise auch verkehrt herum, an der Zimmerdecke aufzuhängen. Im niederösterreichischen Waldviertel findet man noch in den Stuben und Wohnräumen älterer Gebäude Haken an der Zimmerdecke zur Befestigung des Weihnachtsbaumes.
Die Geschichte des Weihnachtsbaumständers kann man im Christbaumständermuseum in Lienzingen entdecken. Dort werden rund 500 Exponate ausgestellt.

### Baumschmuck

Heute nur noch selten zu sehen: eine Kiefer als Weihnachtsbaum mit Baumschmuck

Christbaumkugeln erinnern an die Früchte am „Baum der Erkenntnis“ im Paradies, von denen Adam und Eva entgegen einem Gebot Gottes aßen (Gen 2,1–8 ). Der 24. Dezember war bis zur Liturgiereform durch das Zweite Vatikanische Konzil der liturgische Gedenktag Adam und Evas. Die Erbsünde wurde gemäß dem christlichen Glauben durch die Geburt Jesu Christi, derer an Weihnachten gedacht wird, und seinen Kreuzestod wiedergutgemacht. Beim Paradiesspiel wurde wie in der biblischen Vorlage die Frucht (der Apfel) szenisch vom Baum gepflückt. Im Lauf der Entwicklung wurde der Behang des Weihnachtsbaumes vielfältiger, bunter und süßer. Ein Christbaum mit Adam und Eva und Schlange aus Holz oder Gebäck existiert in Norddeutschland weiterhin als Jöölboom.
Nach und nach wurde die Sitte der Stubenbegrünung auch beim gewöhnlichen Volk beliebt und dieses holte Zweige und „Dannenreisig“ ins Haus. Der Lamettabrauch wurde im Jahr 1878 als Neuerung in Nürnberg entwickelt. Als Christbaumbehang symbolisiert Lametta das Aussehen von glitzernden Eiszapfen. In einigen Regionen wird traditionell kein Lametta verwendet, beispielsweise in Oberfranken.
Heutzutage wird der Weihnachtsbaum meist mit bunten Glaselementen (vor allem Christbaumkugeln), Nikolausfiguren, Lametta, Strohsternen, kleinen Holzfiguren sowie Süßigkeiten geschmückt. Auf die Spitze setzt man normalerweise einen Stern (in Anlehnung an den Stern von Betlehem), einen Engel oder eine Glasspitze. Die einzelnen Äste des Baumes werden mit Kerzen geschmückt. Unter dem Baum werden oft die Krippe und daneben die Weihnachtsgeschenke aufgebaut. In vielen Familien sollten die Kinder den geschmückten Baum nicht vor der Bescherung sehen und wurden von den Eltern dazu angehalten, vor ihren eigenen Geschenken zuerst den Baum zu betrachten.

## Öffentliche Weihnachtsbäume

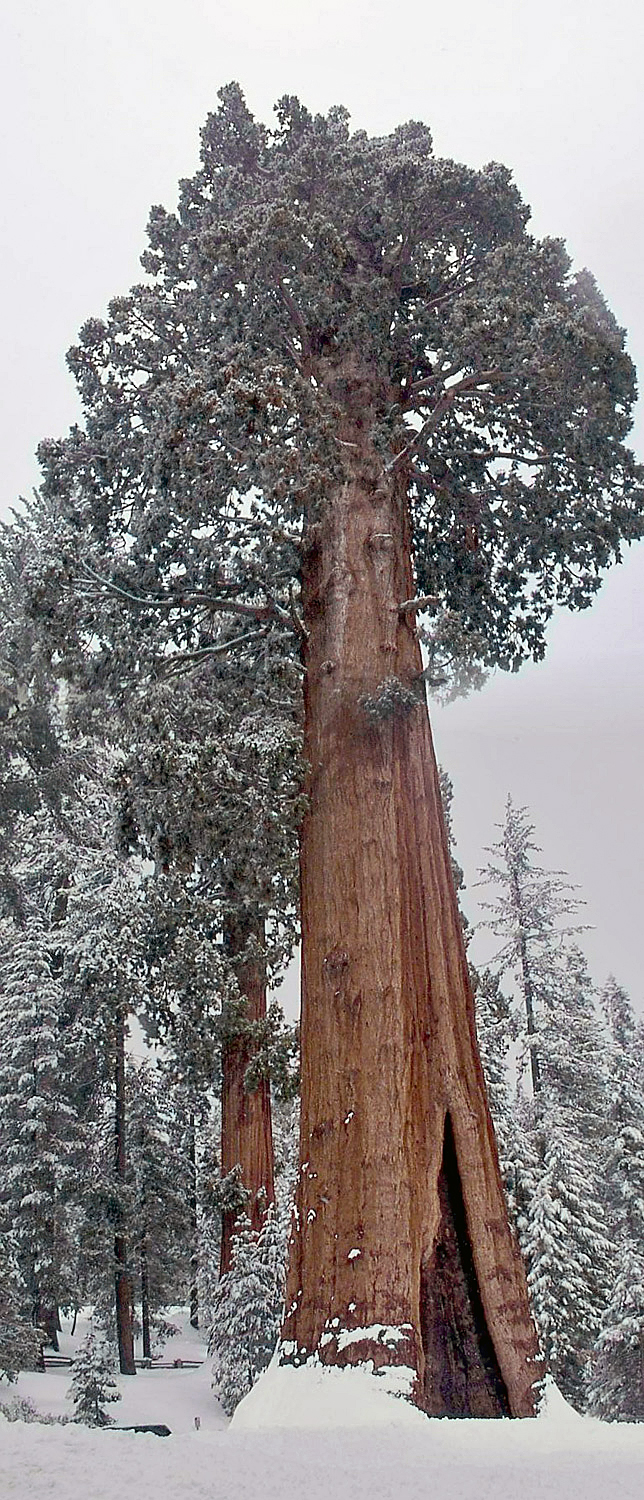
Der General Grant Tree, seit 1926 nationaler Weihnachtsbaum der USA

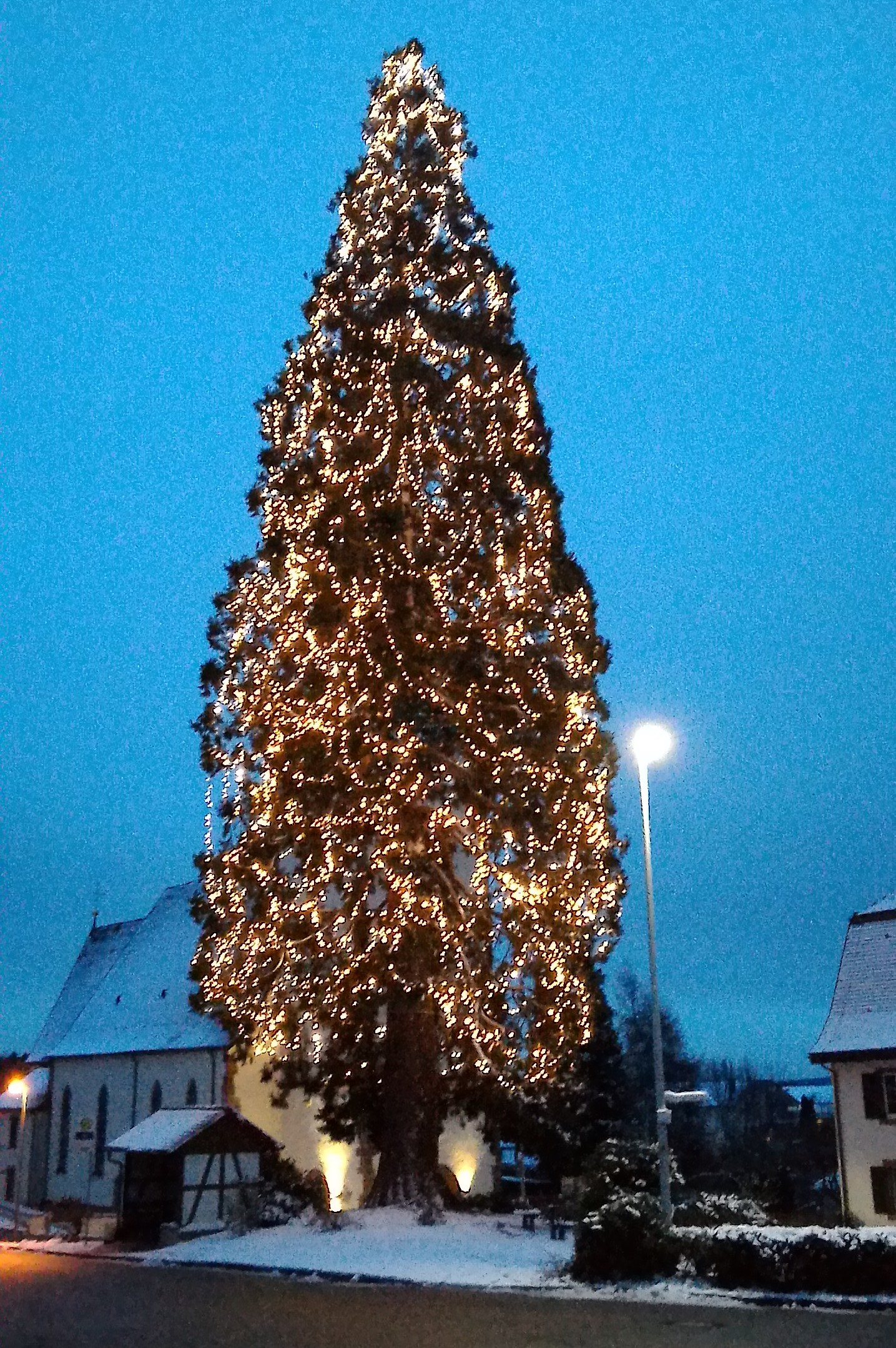
Der „wahrscheinlich größte lebende Weihnachtsbaum 2017 in Deutschland“ in Rheinfelden-Eichsel

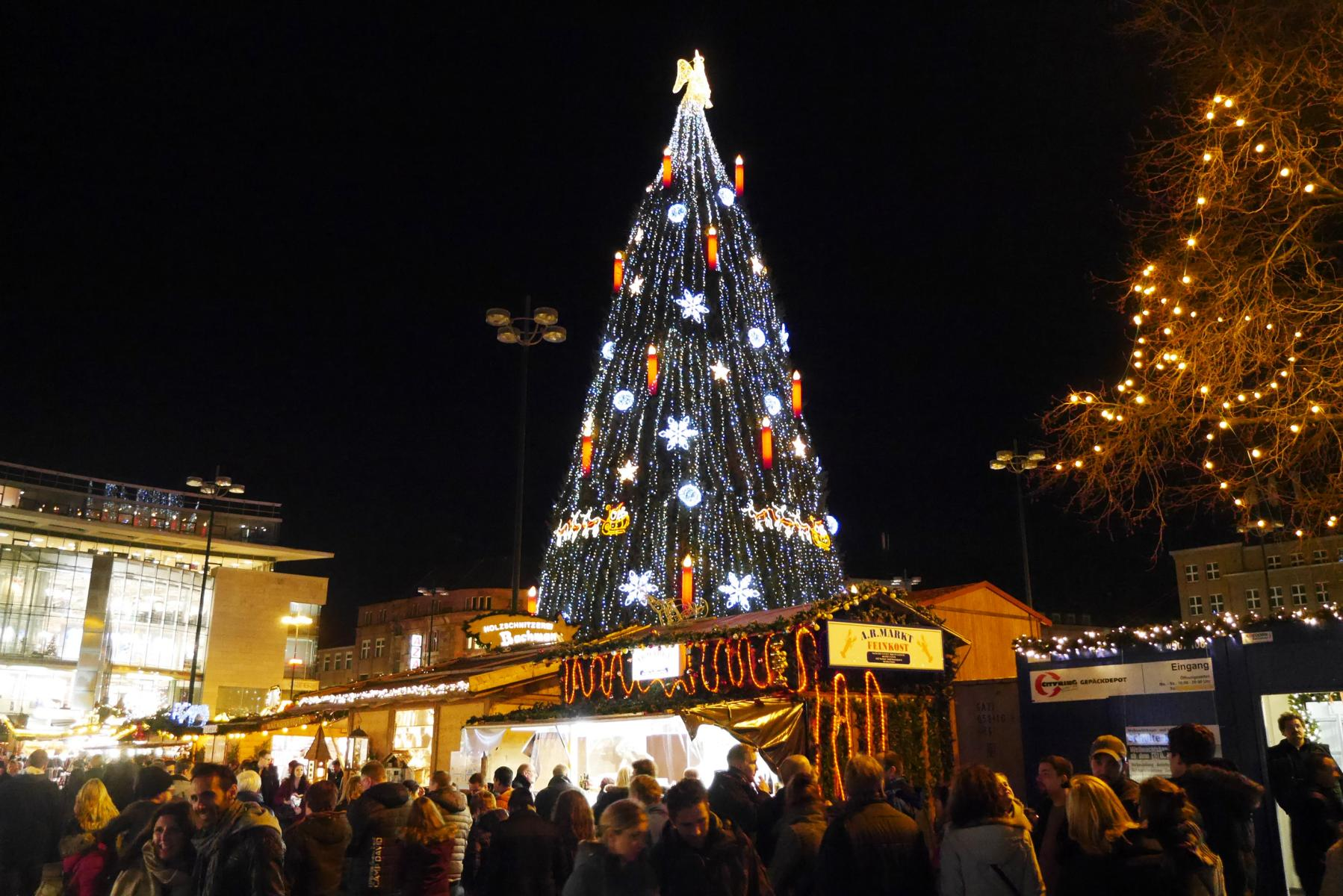
Weihnachtsmarkt in Dortmund mit besonderem Weihnachtsbaum

### Natürliche
- Der größte als Weihnachtsbaum geschmückte Nadelbaum war eine 1950 in Seattle aufgestellte Douglasie von 67,4 m Höhe.
- Im Styx Forest in Tasmanien wurde am 20. Dezember 1999 ein 80 m hoher Eucalyptus regnans geschmückt und als größter Weihnachtsbaum aller Zeiten bezeichnet. Die Aktion diente als Werbung für den Schutz bedrohter Urwälder.
- Der General Grant Tree im Sequoia National Park, mit knapp 82 m der zweitgrößte Riesenmammutbaum der Welt, wurde am 28. April 1926 von Präsident Calvin Coolidge zum Nation’s Christmas Tree bestimmt.
- Der mit 36 Metern höchste natürlich gewachsene Weihnachtsbaum Deutschlands des Jahres 2005 stand auf dem Gelände des Rheinischen Freilichtmuseums in Kommern in der Eifel. 2003 stand dort schon einmal der höchste natürlich gewachsene Weihnachtsbaum Deutschlands, er war 38 m hoch.
- Auf dem Petersplatz in der Vatikanstadt wurde im Jahr 2008 eine 120 Jahre alte Fichte mit 33 Meter Höhe aus Gutenstein in Niederösterreich als Christbaum aufgestellt, der bis dahin höchste Baum auf dem Petersplatz.[43]
- In der Stadt Wermelskirchen steht ein 1870 gepflanzter Mammutbaum, der alljährlich zu einem der größten lebenden Weihnachtsbäume Europas geschmückt wird.[44]
- Das Dorf Eichsel, Ortsteil von Rheinfelden (Baden), schmückte seinen Mammutbaum erstmals 2017 mit über 13.000 LED-Leuchten. Damit ist dieser mit 36,5 m Höhe vermessene Baum voraussichtlich der „höchste lebende Weihnachtsbaum Deutschlands 2017/2018“.[45]

### Künstliche
- 2011 wurde der größte schwimmende Weihnachtsbaum der Welt in Rio de Janeiro aufgebaut. Mit 85 Meter Höhe und 3,3 Millionen Glühlampen schwimmt der 542 Tonnen schwere Stahlkoloss auf dem Rodrigo-de-Freitas-See.
- Im Jahr 2007 wurde in Bukarest ein Weihnachtsbaum mit 76 Metern Höhe errichtet.
- In Lissabon und Warschau stand 2005 jeweils ein Weihnachtsbaum aus Gerüsten mit 72 m Höhe.
- Auf dem Dortmunder Weihnachtsmarkt wird seit 1996 jedes Jahr ein 45 m hoher künstlicher Baum aufgebaut.[46] An einem konisch zulaufenden Stahlgestell werden 1700 Rotfichten[47] befestigt, so dass hinterher ein sehr großer Weihnachtsbaum entsteht. Der Weihnachtsbaum wird durch eine eigene Sprinkleranlage geschützt. Der Betreiber bezeichnet diesen Baum seit mehreren Jahren als „größten Weihnachtsbaum“.
- Seit 2007 gibt es mit einem nur 14 mm hohen, beleuchteten und voll geschmückten Kunstbaum auch das passende Gegenstück in Form des „kleinsten Weihnachtsbaums“ im Maßstab 1:220, der im Schaufenster einer Kunstgalerie ebenfalls in der Dortmunder Innenstadt gezeigt wird.[48]
- In der brasilianischen Stadt Itu gibt es einen 84 m hohen Weihnachtsbaum aus Stahl.
- In Gubbio in der italienischen Region Umbrien wird seit den 1980er-Jahren am Hang des Monte Ingino jährlich ein 800 m hoher und 400 m breiter Weihnachtsbaum aus 450 farbigen Lichtern gebildet, der aus ca. 50 km Entfernung zu sehen ist. Das Guinness-Buch der Rekorde von 1991 verzeichnet ihn als „größten unnatürlichen Weihnachtsbaum der Welt“.

## Verwertung und Entsorgung genutzter Bäume

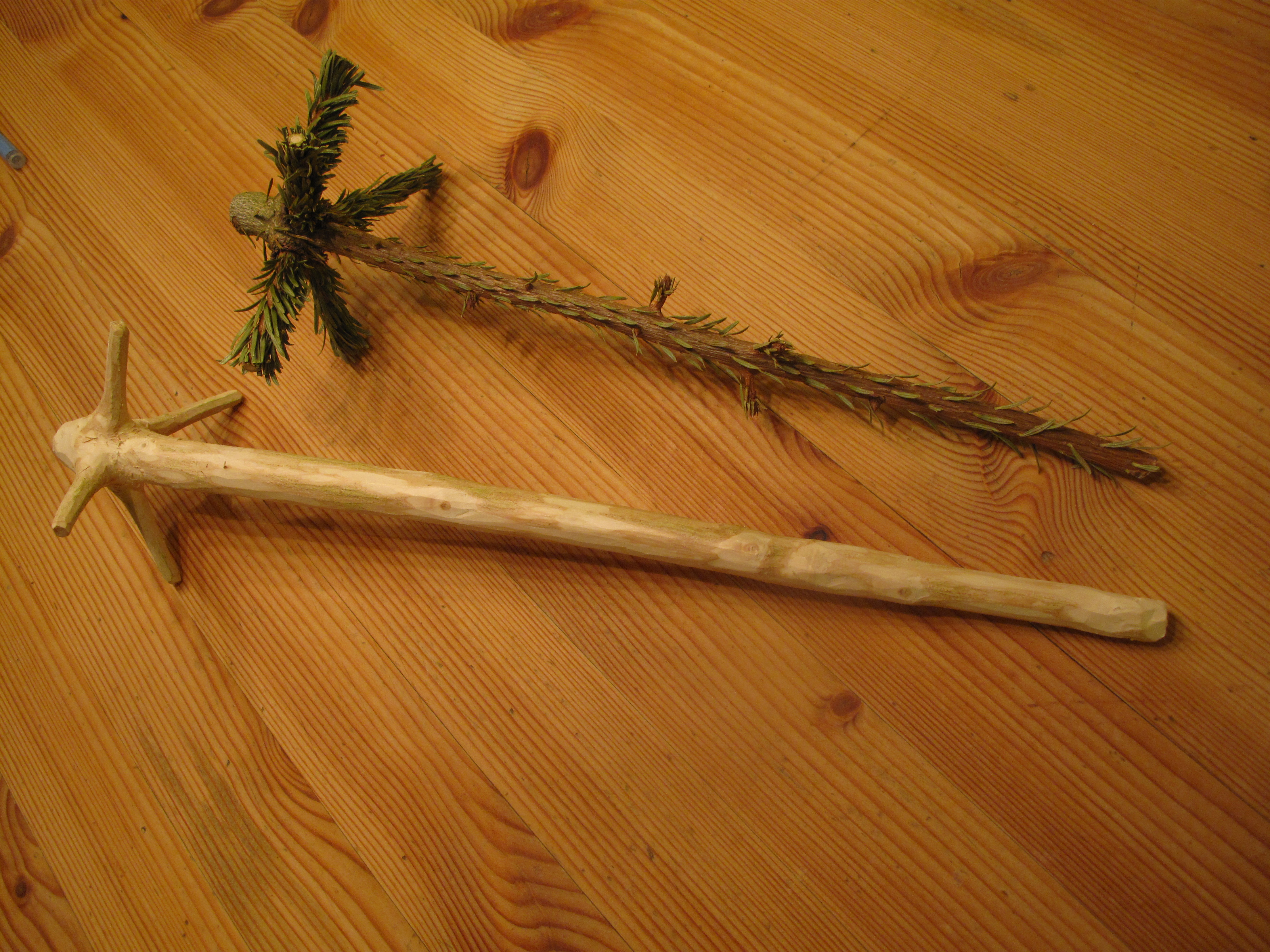
Zu den einfachsten Bastelideen aus alten Weihnachtsbäumen zählt der Astquirl

Ein Großteil der 29 Mio. Weihnachtsbäume in Deutschland wird in Müllverbrennungsanlagen verbrannt. Die in Wien gesammelten Christbäume werden in einem Biomassekraftwerk zu Fernwärme verwertet. Örtlich werden die Bäume auch im Osterfeuer verbrannt.
Darüber hinaus gibt es zahlreiche Zoos, Wildparks und Wildtiergehege, die gern gebrauchte Weihnachtsbäume annehmen.
Wer seinen Baum selbst zu Hause oder im Garten nutzen möchte, oder weiter verarbeiten will, findet hierfür zahlreiche Hinweise im Internet (u. a. beim Verband Natürlicher Weihnachtsbaum). Wer allerdings Lebensmittel (wie Kräutersalz) oder Badezusätze aus einem Weihnachtsbaum herstellen möchte, sollte jedoch vorab darauf achten, dass der Baum nicht chemisch behandelt, sondern nachhaltig angebaut wurde und eins der folgenden Siegel trägt; Bio-Siegel, FSC, Naturland, Bioland, Demeter oder PEFC.

## Brauchtum

### Ernte
Teilweise ist es Brauch, einen Christbaum nach den Phasen des Mondes zu ernten. So soll der geschlagene Baum länger seine Nadeln behalten, wenn er am Vollmond zum Jahresende oder wenige Tage davor geerntet wurde. Allerdings ist ein solcher Effekt nicht nachweisbar.

### Christbaum-Versenken
Eine Erweiterung erfuhr das Brauchtum mancherorts durch das Versenken von Christbäumen in Gewässern. So veranstaltet in Klagenfurt der Tauchclub seit den 1960er-Jahren ein Christbaum-Versenken im Wörthersee. Von Tauchern wird ein geschmückter Christbaum in die Tiefe gebracht. Dabei wird der im See Umgekommenen gedacht. Auch in anderen Seen, wie im Neufelder See, wurde dieser Brauch übernommen.
Am Bodensee ist es Brauch, sich für ein unfallfreies Jahr zu bedanken und die Tauchsaison zu beenden.

### Lieder und literarische Werke
Seit der ersten Hälfte des 19. Jahrhunderts wurde der Lichterbaum selbst Gegenstand von Weihnachtsliedern und -erzählungen, meist ohne Bezug auf die Geburt Christi:
Lieder
- O Tannenbaum, du trägst ein’ grünen Zweig (aus Westfalen, 1812)
- O Tannenbaum (T.: August Zarnack, 1820; Ernst Anschütz, 1824)
- Am Weihnachtsbaum die Lichter brennen (T.: Hermann Kletke, 1841; M.: um 1830)
- Der Christbaum ist der schönste Baum (T.: Johannes Carl; M.: Georg Eisenbach, 1842)

Literatur
- Der Tannenbaum, Märchen von Hans Christian Andersen
- Die Legende vom Tannenbaum, Gedicht von Marx Möller
- In der Science-Fiction-Kurzgeschichte Das Geheimnis der Titan-Droiden (2006) beschreibt der deutsche Autor Frank G. Gerigk, wie ein Jugendlicher auf dem Saturnmond Titan einen Weihnachtsbaum mit aus der Titanatmosphäre ausgeflockten „Schnee“-Kristallen herstellt.

## Andere Bedeutung
Im Zweiten Weltkrieg markierten vor den Luftangriffen alliierter Bomber spezielle Pfadfinder-Flugzeuge das Zielgebiet mit weißen, roten und grünen Leuchtkörpern. Die Bevölkerung bezeichnete diese an Fallschirmen langsam niederschwebenden Leuchtbomben auch als Christbäume.

## Brandgefahren
Der nachlässige Umgang mit Weihnachtsbäumen führt immer wieder zu Zimmer- und Wohnungsbränden. Die häufigste Brandursache ist dabei das fehlende Beaufsichtigen der brennenden Kerzen.
In der Adventszeit 2023 wurden rund 6000 zusätzliche durch Adventskränze oder Weihnachtsbäume verursachte Brände gemeldet.